# Robert Burns Smith

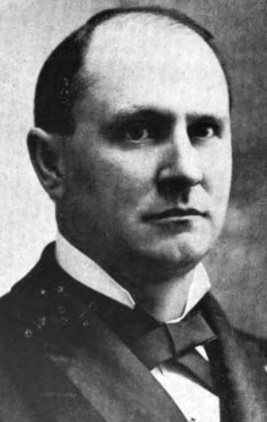

Robert B. Smith (29 de dezembro de 1854, Hickman County, Kentucky - 16 de novembro de 1908, Kalispell,Montana) foi o terceiro governador de Montana 1897-1901. Ele era um ex-delegado da Convenção Constitucional, em Montana.